# Oggy a škodíci (film)
Oggy a škodíci (ve francouzském originále Oggy et les Cafards, le film) je francouzská animovaná antologická komedie z roku 2013, kterou režíroval a napsal Olivier Jean-Marie, která měla premiéru ve Francii 7. srpna 2013. Film je založen na seriálu Oggy a škodíci a také nemá žádné dialogy, jako seriál. Toto je poslední film, který Olivier Jean-Marie natočil před svou smrtí 13. května 2021.

## Postavy
- Oggy
- Joey, Marky a Dee-Dee
- Jack
- Bob
- Olivia